# Spisek Hildebrandta
Spisek Karola Hildebrandta – inaczej Organizacja Świętokrzyżców powstała w 1836 roku na Uniwersytecie w Dorpacie. Spisek założył Karol Hildebrandt. Wzięło w nim udział kilkunastu członków rosyjskiej Polonii. Studenci w statucie zatytułowanym „Zasady demokratyzmu” głosili równość wszystkich stanów i narodów, a przyszła Polska miała się odrodzić w formie republiki. Władze carskie dowiedziały się o spisku i wiele osób uwięziono i ciężko przesłuchiwano torturując. W konsekwencji jednak wielu studentów dorpackich uwolniono oprócz Karola Hildebrandta, którego zesłano na Syberię, a innych rozesłano do wielkorosyjskich guberni w 1842 roku.